# Magatartástudományi Intézet (Szegedi Tudományegyetem)
A Magatartástudományi Intézet a Szegedi Tudományegyetem Szent-Györgyi Albert Orvostudományi Karának önálló oktatási egysége. 
Az Intézet kettős célja, hogy a nemzetközi kívánalmaknak megfelelő, minőségi oktatást nyújtson, másrészt pedig, hogy kutatócsoportjai releváns és aktuális kutatási témákban mélyedjenek el és publikálják eredményeiket a hazai és nemzetközi színtereken egyaránt.

## Orvoslás szívvel-lélekkel
Az orvosi hivatásnak nem csupán a testi betegségek kezelésére kell fókuszálnia, hanem figyelembe kell vennie a beteg szellemi, érzelmi, szociális, spirituális és társadalmi egészségét egyaránt. A magatartástudományok ezt a fajta holisztikus szemléletet alkalmazva az emberi magatartás törvényszerűségeit vizsgálják interdiszciplináris megközelítésből, amely az ember és a környezete között fellépő kölcsönhatások folyamataira koncentrál. 
Mindezeknek az orvosképzésben betöltött jelentősége egyre inkább elismertté válik világszerte, mely alól Magyarország sem kivétel.

## Története
A szegedi orvosegyetemen dr. habil. Barabás Katalin kezdeményezte a magatartástudományi tárgyak oktatását, mely 1998-ban a szegedi Pszichiátriai Klinika Magatartástudományi és Orvosi Pszichológiai Oktatási Csoportjának megalapításával valósult meg. A Csoport, majd a 2008-tól a Szegedi Tudományegyetem Szent-Györgyi Albert Orvostudományi Karának önálló egységeként működő Magatartástudományi Intézet vezetője nyugdíjazásáig Barabás tanárnő volt, tőle 2015-ben dr. habil. Kelemen Oguz vette át az intézet vezetését.
A Magatartástudományi Intézet megalakulásától Szeged belvárosában, az Orvostudományi Kar oktatási és klinikai épületeinek közelében, a Szentháromság u. 5. alatt működik. 2021-2025 között - az épület felújítása miatt -, átmenetileg az Egyetem Mars téri épületében került elhelyezésre. 

## Jelképei

#### Labirintus

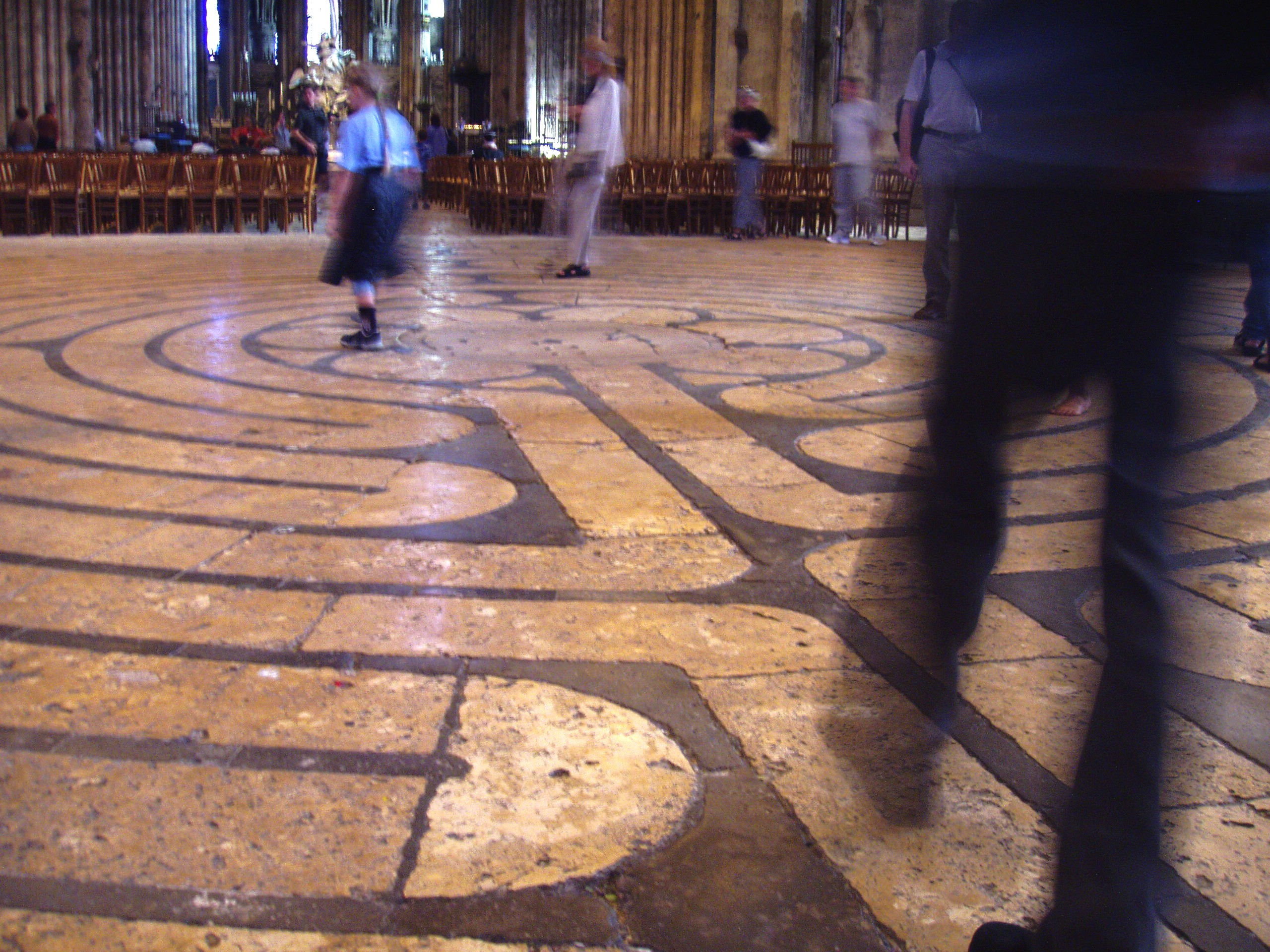
A chartres-i katedrális labinrintusa

Az Intézet pecsét jellegű logója a chartres-i katedrális kőpadlóján található, 1205-ből származó labirintus grafikáját veszi alapul, melyet a szerzetesek elmélkedésre használtak, miközben végigsétáltak rajta. "A labirintus  belső utazást jelképez, az elme sokszor zavaros, ellentmondásos ösvényein. Az út végén eljutunk a középpontba, itt szembesülünk a saját természetünk valóságával." 
Saját magunk és mások viselkedésének megértéséhez sokszor vezetőre is szükség van, az Intézet tantárgyfüzére ezen a kacskaringós úton vezeti végig a hallgatókat.

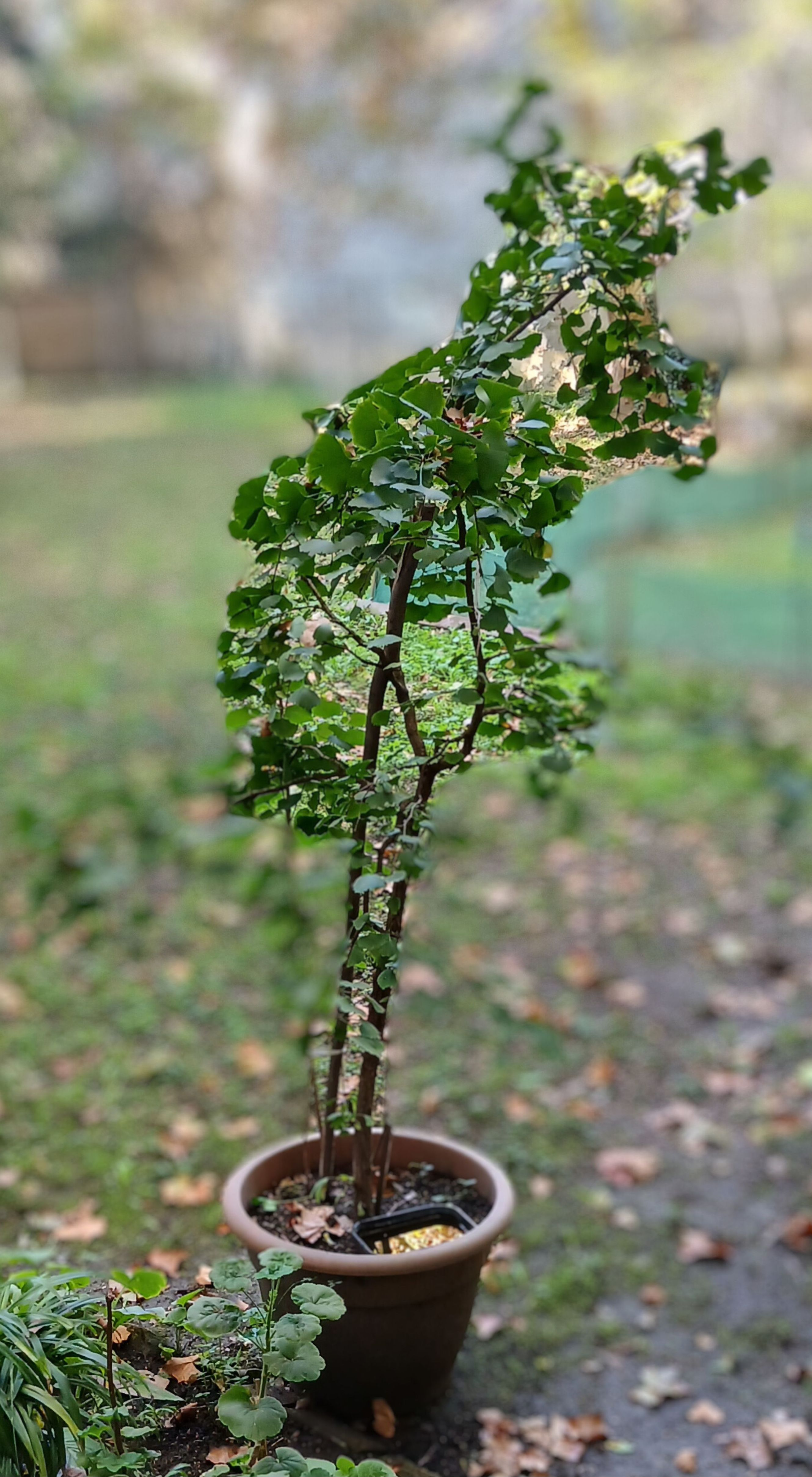
Az Intézet fiatal páfrányfenyője

#### Ginkgo biloba levél
Az Intézet weblapján és közösségi média felületén megjelenik a keleti művészetben sokszor felbukkanó, jellegzetes, legyező alakú levél is, melynek szimbolikus jelentése a hosszú élet, az életerő, a kitartás és a harmónia. A páfrányfenyő az egyik legősibb élő növényfajta, nem csupán szép formájáról és különleges leveleiről ismert, hanem számos egészségügyi előnyéről is, ezért a hagyományos kínai orvoslás már évszázadok óta nagy becsben tartja és alkalmazza.

## Oktatás
Az Intézet jelenleg a Szegedi Tudományegyetem négy karán – orvosi, fogorvosi, egészségtudományi, bölcsészettudományi karok – végez oktatási tevékenységet graduális, posztgraduális és extrakurrikuláris szinten, magyar, német és angol nyelven. Legnagyobb hangsúllyal az orvoskaron, négy évet áthidaló tantárgyfüzér keretein belül vesz részt az orvostanhallgatók attitűdjének formálásában – a magatartástudományi tárgyak spirális, egymásra épülő szerkezeti felépítést követnek. A kötelező tárgyak mellett számos választható kurzus is van, mint a tanatológia, gerontológia, egészségfejlesztés és -nevelés, tanulástréning, de a káros szenvedélyek magatartástudományi alapjairól is tanulhatnak a hallgatók. 

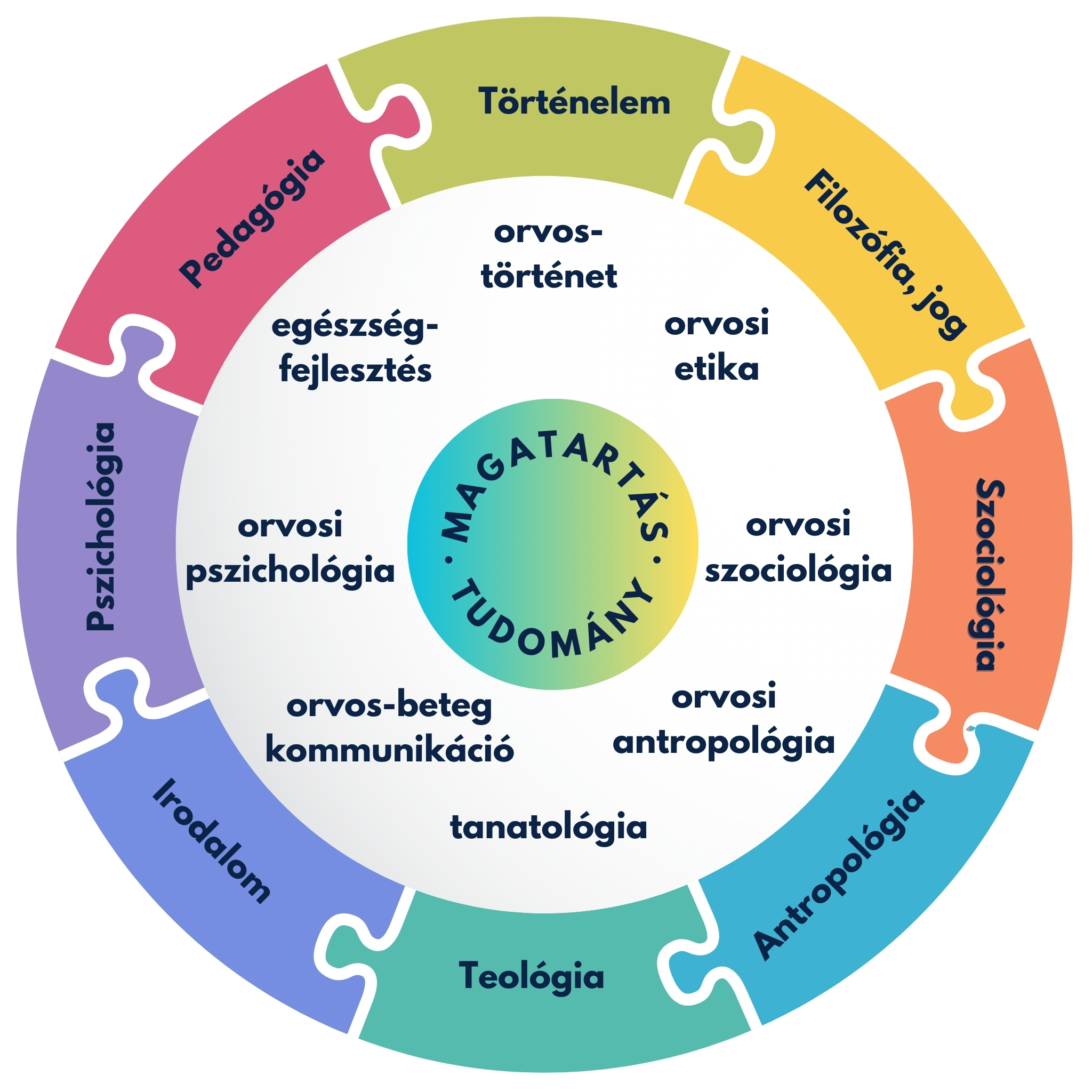
A magatartástudományi tárgyak kapcsolata a tudományterületekkel

Tananyagok összeállítása, tankönyvek, jegyzetek kiadása is fontos része az Intézetben folyó oktatási munkának.

#### Attitűd és antropológia: Az orvosi magatartás megalapozása
Az orvosi pálya alapjaihoz elengedhetetlen attitűdformáló tárgyak olyan értékeket és kvalitásokat közvetítenek, amelyek a nemzetközi szakirodalom által is igazoltan kellenek a „jó orvossá" váláshoz. Ezek a tárgyak hozzájárulnak ahhoz, hogy a medikák és medikusok ne csupán kiváló szakemberekké, hanem empatikus, megértő, helyes etikai normákat képviselő gyógyítókká is váljanak, akik képesek a beteggel való partneri kommunikációra és a beteg számára legelőnyösebb döntések meghozatalára a klinikai gyakorlat során.

#### Pszichológia: Az emberi lélek megértése
Az orvosi pszichológia tárgya elsődlegesen azt célozza, hogy az orvos megértse, milyen lelki folyamatokon megy át a beteg a gyógyulása, ellátása során, képes legyen a betegségek pszichés aspektusait is felismerni és kezelni – mindezek elengedhetetlenek a holisztikus gyógyítás gyakorlásához. Emellett a hallgatók megtanulják, hogyan építsenek ki bizalmas orvos-beteg kapcsolatot, illetve kiemelt fontossággal azt is, hogyan kezeljék a krízishelyzeteket és az őket érő fokozott stresszt a mindennapi orvosi gyakorlatukban.

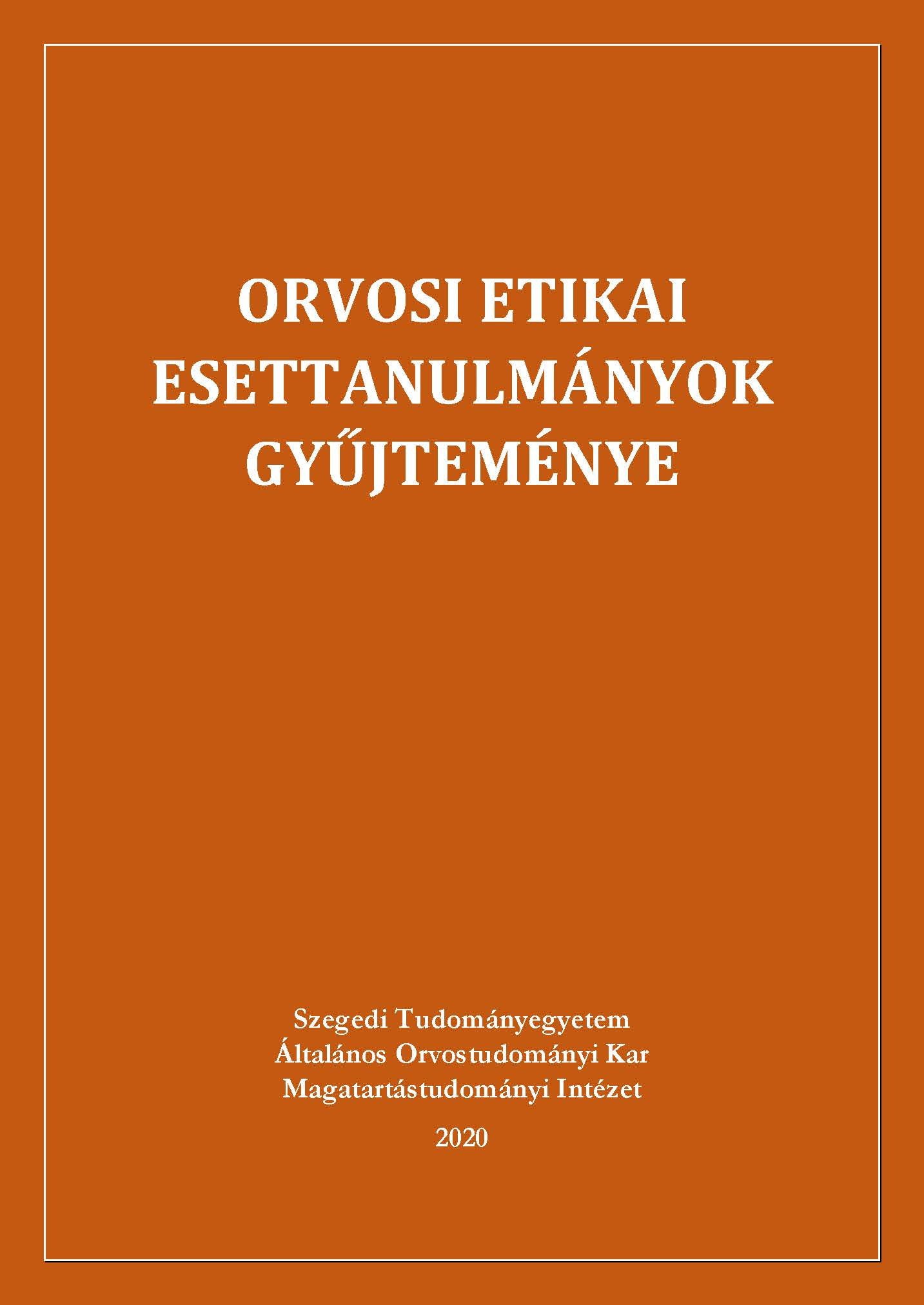
Intézeti jegyzet

#### Bioetika: Az orvosi döntéshozatal alapja
Az orvosi etika, vagyis bioetika oktatása hazai szinten egyedülálló módon történik Intézetünkben: a preklinikum és a klinikum határán találkoznak az orvostanhallgatók a bioetikai elméletek gyakorlati alkalmazásának lehetőségeivel, ezáltal egyfajta hidat képezve a két oktatási blokk között. Az esetcentrikus szemináriumok abban segítik a hallgatókat, hogy etikus döntéseket hozzanak, figyelembe véve a beteg jogait, a társadalmi és kulturális különbségeket, valamint a modern orvoslás kihívásait. Mindezek által a hallgatók olyan készségeket és normarendszereket sajátíthatnak el, melyek abban jelentenek segítséget, hogyan kezeljék a kihívást jelentő döntési helyzeteket, illetve hogyan biztosítsák a beteg méltóságát és autonómiáját minden körülmények között.

#### Orvos-beteg kommunikáció
A megfelelő kommunikáció nélkül sokszor el sem kezdődhet a gyógyító munka, és jelentősen hozzájárul a gyógyítás hatékonyságához is. A 25 éve indult kommunikációs tréningen - amely kritériumtárgy az orvosképzésben -, elméleti előkészítés után családorvosi praxisokban, szimulált beteggel gyakorolják a hallgatók az orvos-beteg találkozás kommunikációját. A tréning során videofelvétel készül, melynek kritikus elemzése is része a készségfejlesztő gyakorlatoknak.

## Kutatás
A Magatartástudományi Intézetben számos kutatás folyik több kutatócsoport munkássága által. A legfőbb kutatási területei közé az ifjúság egészségmagatartása, különböző pszichológiai jelenségek (pl. kiégés), egészségműveltség, az orvoslás és specifikusabban a segítő hivatásban tevékenykedők etikai problémái (pl. morális distressz), valamint az orvosképzés oktatásfejlesztése tartoznak. 
Az Intézet bázisán alakult meg az Életvégi Méltóság Munkacsoport 2024-ben, amelynek tagjai az SZTE Szent-Györgyi Albert Klinikai Központ egészségügyi dolgozói, valamint a Szegedi Hospice Alapítvány is. A Munkacsoport célja, hogy felhívja a figyelmet az  emberhez méltó életvégi ellátás fontosságára, különösen a végstádiumú, daganatos betegek esetében a hospice-palliatív ellátás elérhetőségének szükségességére. A munkacsoport szakmai konferenciák szervezésével támogatja az egészségügyi dolgozók képzését, valamint társadalmi érzékenyítő programokon keresztül törekszik arra, hogy minél szélesebb körben felhívja a figyelmet az emberhez méltó életvégi ellátás jelentőségére. Kutatócsoportja felmérésekkel segíti az emberhez méltó életvégi ellátás fejlesztését, a hospice-palliatív szemlélet szélesebb körű megismertetését.

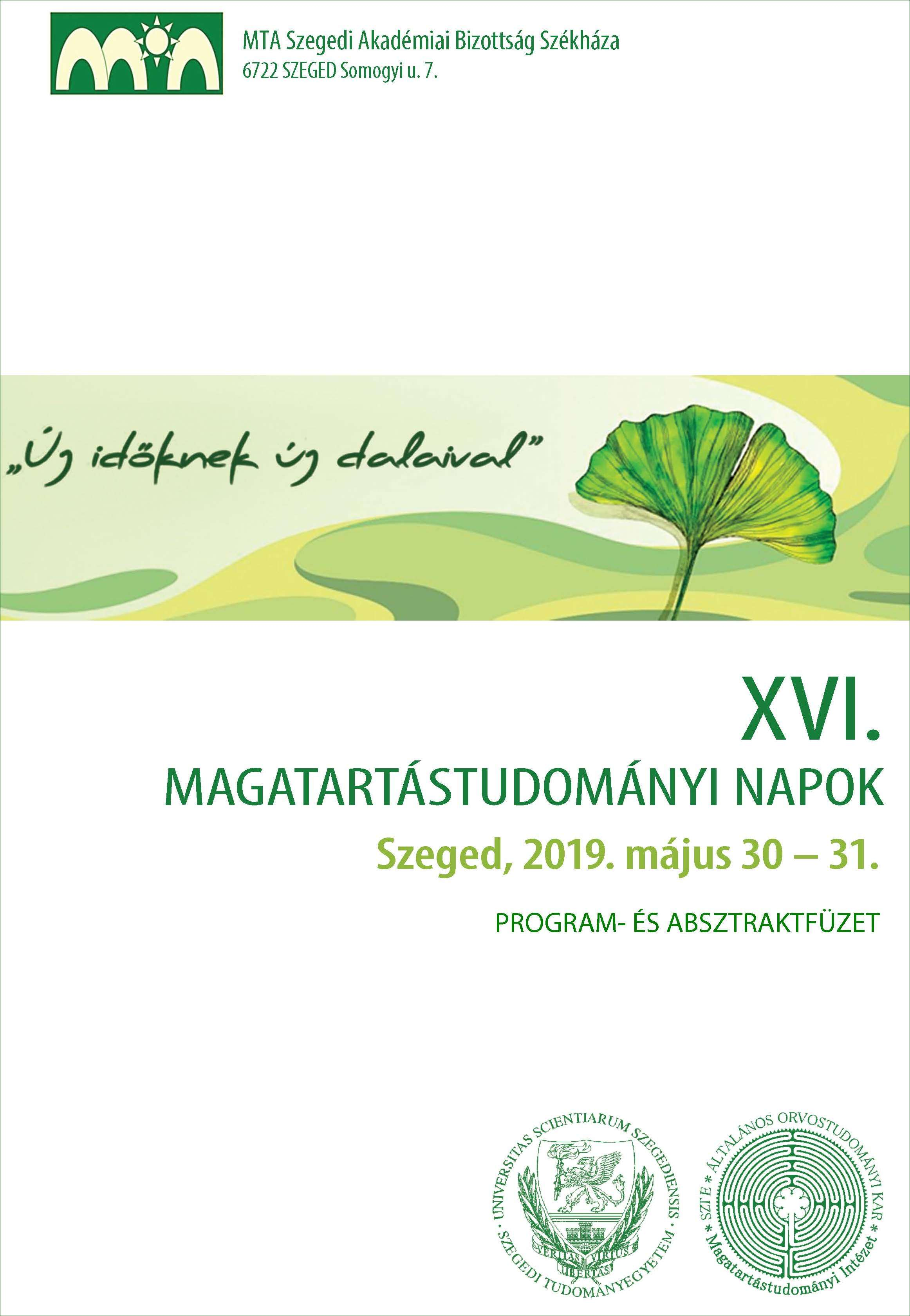
Intézeti konferenciakiadvány

Hallgatóik rendre jó eredményeket érnek el a helyi Tudományos Diákköri Konferenciákon, emellett az Intézet rendszeresen szervezője az orvosegyetemek magatartástudományi intézetei által kétévente megrendezett Magatartástudományi Napoknak. Programokkal készülnek rendszeresen a Kutatók Éjszakájára, illetve együttműködnek civil szervezetekkel, diákszövetkezetekkel tudománynépszerűsítő előadások kapcsán. Oktatóik évente többször részt vesznek nemzetközi és hazai konferenciákon: előadásokat tartanak, tematikus szimpóziumokat és kerekasztal-beszélgetéseket szerveznek. Kutatási eredményeiket, oktatási módszereiket rendszeresen publikálják a hazai és nemzetközi tudományos folyóiratokban; szakkönyvek, tanulmánykötetek összeállításában vesznek részt.
Az utánpótlás-nevelést is fontosnak tartva a vezető oktatók több doktori iskolában is vállalják a magatartástudományok iránt érdeklődő PhD-hallgatók témavezetését, akik bekapcsolódnak az Intézet kutatásaiba – később gyakran munkatársakká is válnak.

## Miért fontos?
A Magatartástudományi Intézet által oktatott tárgyak nem csupán az orvosi tudásanyag bővítését szolgálják, hanem hozzájárulnak ahhoz is, hogy a jövő orvosai empatikusabbak, etikailag érzékenyebbek és pszichológiailag felkészültebbek legyenek a rájuk váró, sokszor embert próbáló hivatás terén. Ahogyan egy hallgató mondta:

„Nagyon hasznos a sok tudományos tantárgy, ami ahhoz kell, hogy szakmailag nagyon jó orvosok legyünk, de minden magatartástudományi órán rájövök arra, hogy ez a tudás elenyésző, ha nem leszek egy megértő, empatikus orvos. Ezek a tantárgyak teszik hozzá a lényeget.”

## Képgaléria
- A Magatartástudományi Intézet székhelye
- Labirintus a chartres-i katedrális padlóján
- A Magatartástudományi Intézet páfrányfenyője
- A magatartástudományi tárgyak kapcsolódása más tudományterületekhez
- A Magatartástudományi Intézet jegyzetei
- A Magatartástudományi Intézet konferenciakiadványai